# Hunger Games: Síla vzdoru 2. část
Hunger Games: Síla vzdoru 2. část je americký dobrodružný film, režírovaný Francisem Lawrencem. Jedná se o pokračování snímku Hunger Games: Síla vzdoru 1. část, přičemž oba díly jsou inspirovány románem Síla vzdoru knižní série Hunger Games napsané Suzanne Collins. V hlavních rolích filmu se představili Jennifer Lawrenceová, Josh Hutcherson, Liam Hemsworth, Woody Harrelson, Robert Knepper, Elizabeth Banks, Julianne Moore, Philip Seymour Hoffman (pro nějž se jedná o poslední natočený snímek) a Donald Sutherland.
Natáčení obou dílů začalo 23. září 2013 v Atlantě, poté se přesunulo na dva týdny do Paříže. 20. června 2014 se natáčelo v Berlíně.
Premiéra byla naplánovaná na 20. listopadu roku 2015 ve Spojených státech a 19. listopadu v České republice.

## Obsazení
| Jennifer Lawrenceová   | Katniss Everdeen          |
| Josh Hutcherson        | Peeta Mellark             |
| Liam Hemsworth         | Gale Hawthorne            |
| Woody Harrelson        | Haymitch Abernathy        |
| Willow Shields         | Primrose Everdeen         |
| Julianne Moore         | Prezidentka Alma Coin     |
| Philip Seymour Hoffman | Plutarch Heavensbee       |
| Stanley Tucci          | Caesar Flickerman         |
| Donald Sutherland      | Prezident Coriolanus Snow |
| Jeffrey Wright         | Beetee Latier             |
| Sam Claflin            | Finick Odair              |
| Jena Malone            | Johanna Mason             |
| Natalie Dormerová      | Cressida                  |
| Mahershala Ali         | Boggs                     |
| Paula Malcomson        | Paní Everdeen             |
| Stef Dawson            | Annie Cresta              |
| Meta Golding           | Enobaria                  |
| Evan Ross              | Messalla                  |
| Wes Chatham            | Castor                    |
| Elden Henson           | Pollux                    |
| Gwendoline Christie    | Commander Paylor          |
| Michelle Forbes        | Lieutenant Jackson        |
| Omid Abtahi            | Homes                     |
| Eugenie Bondurant      | Tigris                    |
| Nelson Ascencio        | Flavius                   |
| Brooke Bundy           | Octavia                   |
| Robert Knepper         | Antonius                  |

## Ocenění a nominace
| Ocenění                            | Kategorie                                 | Nominovaný                                   | Výsledek  |
| ---------------------------------- | ----------------------------------------- | -------------------------------------------- | --------- |
| Alliance of Women Film Journalists | nejlepší hvězda akčního filmu: žena       | Jennifer Lawrenceová                         | nominace  |
| Costume Designers Guild Awards     | nejlepší kostýmy (fantasy film)           |                                              | nominace  |
| Critics' Choice Awards             | nejlepší herečka (akční film)             | Jennifer Lawrenceová                         | nominace  |
| Georgia Film Critics Association   | Ocenění Oglethorpe                        | Francis Lawrence, Peter Craig a Danny Strong | nominace  |
| Kid's Choice Awards                | nejoblíbenější film                       |                                              | nominace  |
| Kid's Choice Awards                | nejoblíbenější filmová herečka            | Jennifer Lawrenceová                         | vítězství |
| Filmová cena MTV                   | nejlepší výkon v akčním filmu             | Jennifer Lawrenceová                         | nominace  |
| Filmová cena MTV                   | nejlepší hrdina                           | Jennifer Lawrenceová                         | vítězství |
| Filmová cena MTV                   | nejlepší obsazení                         |                                              | nominace  |
| Cena Saturn                        | nejlepší film (fantasy)                   |                                              | nominace  |
| Teen Choice Awards                 | nejlepší film (sci-fi/fantasy)            |                                              | nominace  |
| Teen Choice Awards                 | nejlepší filmová herečka (sci-fi/fantasy) | Jennifer Lawrenceová                         | vítězství |
| Teen Choice Awards                 | nejlepší filmový herec (sci-fi/fantasy)   | Josh Hutcherson                              | nominace  |
| Teen Choice Awards                 | nejlepší filmová chemie                   | Josh Hutcherson & Jennifer Lawrenceová       | nominace  |
| Teen Choice Awards                 | nejlepší filmový polibek                  | Josh Hutcherson & Jennifer Lawrenceová       | vítězství |
| Teen Choice Awards                 | nejlepší zloděj scén                      | Jena Malone                                  | vítězství |
| Women Film Critics Circle Awards   | nejlepší zobrazení ženy ve filmu          | Jennifer Lawrenceová                         | vítězství |